# Односи Босне и Херцеговине и Аустрије
Односи Босне и Херцеговине и Аустрије су инострани односи Босне и Херцеговине и Републике Аустрије.

## Билатерални односи
Аустрија је званично признала Босну и Херцеговину 8. априла 1992. године, кад су и успостављени дипломатски односи између двије земље.

### Дипломатски представници

#### У Бечу
- Томислав Леко, амбасадор од 2015.[2]

#### У Сарајеву
- Martin Pammer, амбасадор[3]